# Campeonato Mundial de Clubes de la FIVB de 2016
El Campeonato Mundial de Clubes de la FIVB de 2016 fue la duodécima edición del Campeonato Mundial de Clubes de la FIVB y se disputó entre el 18 y el 23 de octubre de 2016 en Betim, por cuarta vez consecutiva en Brasil. El número de equipo participantes regresó a ocho al igual que en la edición de 2014, mientras que en la de 2015 fueron seis. No hubo equipo representativo de la federación del Norte y Centro América (NORCECA) remplazado por un equipo decidido por la FIVB por medio de una wild card. El Sada Cruzeiro de Brasil retuvo el título, el tercero en su historia, tras derrotar al VK Zenit Kazán por 3-0 en la reedición de la final del 2015.

## Fase de grupos

### Sorteo
Los ocho equipos son sorteados en dos grupos de 4 equipos, avanzando a la siguiente ronda los dos mejores de cada grupo. En semifinales el ganador del grupo A se enfrentará al segundo del grupo B y el primero del grupo B al segundo del grupo A. Los ganadores de esos partidos disputarán la final por el título, los perdedores la 3.ª plaza.
- Grupo A
- Sada Cruzeiro (Equipo organizador, Campeón de Sudamérica 2015/2016 y Campeón Mundial de Clubes de 2015)
- Taichung Bank Club (Campeón de Asia 2015/2016)
- Tala'ea El-Gaish SC (Campeón de África 2015/2016)
- VK Zenit Kazán (Campeón de Europa 2015/2016)

- Grupo B
- Personal Bolívar (Wild card[5])
- UPCN Vóley (Wild card[5])
- Trentino Volley (Wild card[5] y subcampeón de Europa 2015/2016)
- Vivo Minas (Equipo organizador)

### Grupo A
| Pos. | Equipo              | Pts | PG | PP | SG | SP | PG  | PP  |
| ---- | ------------------- | --- | -- | -- | -- | -- | --- | --- |
| 1.º  | Sada Cruzeiro       | 9   | 3  | 0  | 9  | 1  | 246 | 181 |
| 2.º  | VK Zenit Kazán      | 6   | 2  | 1  | 7  | 3  | 239 | 199 |
| 3.º  | Taichung Bank Club  | 3   | 1  | 2  | 3  | 7  | 192 | 232 |
| 4.º  | Tala'ea El-Gaish SC | 0   | 0  | 3  | 1  | 9  | 183 | 248 |

| Fecha         |               | Res   |             | Set 1 | Set 2 | Set 3 | Set 4 | Set 5 | Total |
| ------------- | ------------- | ----- | ----------- | ----- | ----- | ----- | ----- | ----- | ----- |
| 18 de octubre | Zenit Kazán   | 3 - 0 | Tala'ea     | 25-14 | 25-19 | 25-15 | —     | —     | 75-48 |
| 18 de octubre | Sada Cruzeiro | 3 - 0 | Taichung    | 25-10 | 25-16 | 25-13 | —     | —     | 75-39 |
| 19 de octubre | Sada Cruzeiro | 3 - 0 | Tala'ea     | 25-18 | 25-20 | 25-15 | —     | —     | 75-53 |
| 20 de octubre | Tala'ea       | 1 - 3 | Taichung    | 25-23 | 20-25 | 14-25 | 23-25 | -     | 72-98 |
| 20 de octubre | Sada Cruzeiro | 3 - 1 | Zenit Kazán | 25-20 | 20-25 | 26-24 | 25-20 | —     | 96-79 |
| 21 de octubre | Zenit Kazán   | 3 - 0 | Taichung    | 25-22 | 25-16 | 25-17 | —     | —     | 75-55 |

### Grupo B
| Pos. | Equipo           | Pts | PG | PP | SG | SP | PG  | PP  |
| ---- | ---------------- | --- | -- | -- | -- | -- | --- | --- |
| 1.º  | Trentino Volley  | 9   | 3  | 0  | 9  | 1  | 249 | 210 |
| 2.º  | Personal Bolívar | 6   | 2  | 1  | 7  | 5  | 284 | 292 |
| 3.º  | UPCN Vóley       | 3   | 1  | 2  | 4  | 6  | 250 | 246 |
| 4.º  | Vivo Minas       | 0   | 0  | 3  | 1  | 9  | 208 | 243 |

| Fecha         |                 | Res   |                 | Set 1 | Set 2 | Set 3 | Set 4 | Set 5 | Total   |
| ------------- | --------------- | ----- | --------------- | ----- | ----- | ----- | ----- | ----- | ------- |
| 18 de octubre | Minas           | 0 - 3 | UPCN            | 22-25 | 18-25 | 22-25 | —     | —     | 62-75   |
| 19 de octubre | Bolívar         | 3 - 1 | UPCN            | 33-31 | 22-25 | 30-28 | 27-25 | —     | 112-109 |
| 19 de octubre | Trentino Volley | 3 - 0 | Minas           | 25-23 | 25-19 | 25-23 | —     | —     | 75-65   |
| 20 de octubre | Trentino Volley | 3 - 1 | Bolívar         | 25-18 | 23-25 | 25-17 | 25-19 | —     | 98-79   |
| 21 de octubre | Bolívar         | 3 - 1 | Minas           | 18-25 | 25-19 | 25-19 | 25-22 | —     | 93-85   |
| 21 de octubre | UPCN            | 0 - 3 | Trentino Volley | 24-26 | 19-25 | 23-25 | —     | —     | 66-76   |

## Fase Final
|  | Semifinales      | Semifinales    |   |                  | Final           | Final |  |
|  |                  |                |   |                  |                 |       |  |
|  |                  |                |   |                  |                 |       |  |
|  |                  |                |   |                  |                 |       |  |
|  | Sada Cruzeiro    | 3              |   |                  |                 |       |  |
|  | Personal Bolívar | 1              |   |                  |                 |       |  |
|  |                  |                |   |                  |                 |       |  |
|  |                  |                |   |                  |                 |       |  |
|  |                  |                |   |                  | Sada Cruzeiro   | 3     |  |
|  |                  | VK Zenit Kazán | 0 |                  |                 |       |  |
|  |                  |                |   |                  |                 |       |  |
|  |                  |                |   |                  |                 |       |  |
|  |                  |                |   |                  | Tercer lugar    |       |  |
|  |                  |                |   |                  |                 |       |  |
|  | Trentino Volley  | 0              |   | Personal Bolívar | 2               |       |  |
|  | VK Zenit Kazán   | 3              |   |                  | Trentino Volley | 3     |  |

### Semifinales
| Fecha         |               | Res   |                 | Set 1 | Set 2 | Set 3 | Set 4 | Set 5 | Total |
| ------------- | ------------- | ----- | --------------- | ----- | ----- | ----- | ----- | ----- | ----- |
| 22 de octubre | Zenit Kazán   | 3 - 0 | Trentino Volley | 25-18 | 25-23 | 25-18 | —     | —     | 75-59 |
| 22 de octubre | Sada Cruziero | 3 - 1 | Bolívar         | 21-25 | 25-15 | 25-15 | 25-19 | —     | 91-74 |

### Tercer puesto
| Fecha         |         | Res   |                 | Set 1 | Set 2 | Set 3 | Set 4 | Set 5 | Total   |
| ------------- | ------- | ----- | --------------- | ----- | ----- | ----- | ----- | ----- | ------- |
| 23 de octubre | Bolívar | 2 - 3 | Trentino Volley | 22-25 | 25-23 | 23-25 | 31-29 | 15-17 | 116-119 |

### Final
| Fecha         |               | Res   |             | Set 1 | Set 2 | Set 3 | Set 4 | Set 5 | Total |
| ------------- | ------------- | ----- | ----------- | ----- | ----- | ----- | ----- | ----- | ----- |
| 23 de octubre | Sada Cruzeiro | 3 - 0 | Zenit Kazán | 25-21 | 25-23 | 25-15 | —     | —     | 75-59 |

### Campeón
| Campeón del Mundo por Clubes de 2016 |
| ------------------------------------ |
| Sada Cruzeiro 3º Título              |

## Premios y reconocimientos
- MVP - Mejor jugador:  William Arjona (Sada Cruzeiro)[7]
- Mejores receptores/atacantes:  Yoandy Leal Hidalgo (Sada Cruzeiro) -  Wilfredo León Venero (Zenit Kazán)[7]
- Mejores centrales:  Pablo Crer (Personal Bolívar) -  Artem Volvich (Zenit Kazán)[7]
- Mejor opuesto:  Evandro Guerra (Sada Cruzeiro)[7]
- Mejor armador:  Simone Giannelli (Trentino Volley)[7]
- Mejor libero:  Sérgio Nogueira (Sada Cruzeiro)[7]